# Dick Cheney
Richard Bruce Cheney (* 30. ledna 1941 Lincoln, Nebraska), známý jako Dick Cheney, je americký politik a obchodník. V letech 2001–2009 zastával post 46. viceprezidenta USA ve vládě George Bushe a z titulu své funkce úřad předsedy Senátu USA, kde hlasoval jen v případě rovnosti hlasů. Dle ústavy USA a jejího 25. dodatku dočasně či nastálo nahrazoval prezidenta USA.
Je ženatý, má dvě dcery a pět vnoučat.

## Prozatímní prezident USA
Ve dnech 29. června 2002 (7.09–9.29 hod) a 21. července 2007 (7.16–9.21 hod) vykonával funkci prozatímního prezidenta USA, v době kdy George W. Bush podstoupil kolonoskopii. Důvodem předání pravomocí bylo, že toto vyšetření se provádí v narkóze.

## Kariéra
Dick Cheney byl kongresmanem zastupujícím stát Wyoming po šest funkčních období. Měl pověst nejkonzervativnějšího člena Kongresu (ze všech 435 jeho členů).[zdroj?] Jako neokonzervativec vystupoval proti některým požadavkům homosexuálů, ale poté, co se jeho dcera přiznala ke své homosexuální orientaci, už se v této oblasti tolik nevyjadřoval. Pracoval ve všech předchozích republikánských vládách, včetně kabinetu Richarda Nixona, kde byl zástupcem poradce Bílého domu a spadal pod Donalda Rumsfelda. Za vlády prezidenta Geralda Forda jej poté nahradil ve funkci náčelníka hlavního štábu. Za vlády Bushe staršího byl ministrem obrany a vedl invazi do Panamy a první Válku v zálivu (známou též jako operace Pouštní bouře). Za vlády demokratického prezidenta Billa Clintona působil jako ředitel ropné nadnárodní společnosti Halliburton Industries, obchodující, mimo jiné, s represivními vládami v Barmě a Iráku, na jehož obnovu tato společnost získala obrovské vládní zakázky jak v první, tak druhé válce v zálivu. Od roku 1997 je členem projektu PNAC a autorem jeho návrhové studie Rebuilding America's Defences. V současnosti[kdy?] mj. sedí ve strategické radě společnosti Genie Oil & Gas, která aktuálně prozkoumává ropné rezervy Golanských výšin.

## Politika
Dick Cheney je občas kritizován za návrhy a zákony, pro které hlasoval nebo ty, které naopak nepodpořil:
- hlasoval proti Dodatku o rovnoprávnosti
- hlasoval proti sociálnímu programu rozvoje dítěte
- byl proti rezoluci Kongresu, která vyzývala Jihoafrickou republiku k propuštění Nelsona Mandely z vězení
- hlasoval proti federálnímu financování potratů (i v případě znásilnění nebo incestu)
- hlasoval pro těžbu ropy a zemního plynu na územích chráněných oblastí Aljašky

## Vyznamenání
Za vedení Války v Zálivu byl v roce 1991 vyznamenán Prezidentskou medailí svobody.

## V kultuře
Jeho působení ve funkci viceprezidenta se věnoval film Vice z roku 2018 uváděný v Česku pro názvem Muž v pozadí. Film získal nominace na Zlatý glóbus, Critics' Choice Movie Awards a SAG Awards.

## Výroky
Jeden z Cheneyho výroků z roku 1994:
| „ | Až vstoupíte do Iráku, ovládnete ho a svrhnete vládu Saddáma Husajna, čím ji nahradíte? Je to velmi nestabilní část světa a jestliže svrhnete ústřední vládu Iráku, může se snadno stát, že se Irák rozpadne. Sýrie by ráda jeho západní část, Íránci by si rádi nárokovali jeho východní část, bojovali o ni osm let. Na severu máte Kurdy a pokud se Kurdové osamostatní a spojí se s Kurdy v Turecku, pak bude ohrožena teritoriální integrita Turecka. Pokud zajdete tak daleko, že se pokusíte ovládnout Irák, skončí to jako noční můra. | “ |

### Dokumenty
- Cheney's Law, 56 minut, 2007, PBS